# U Devíti Křížů

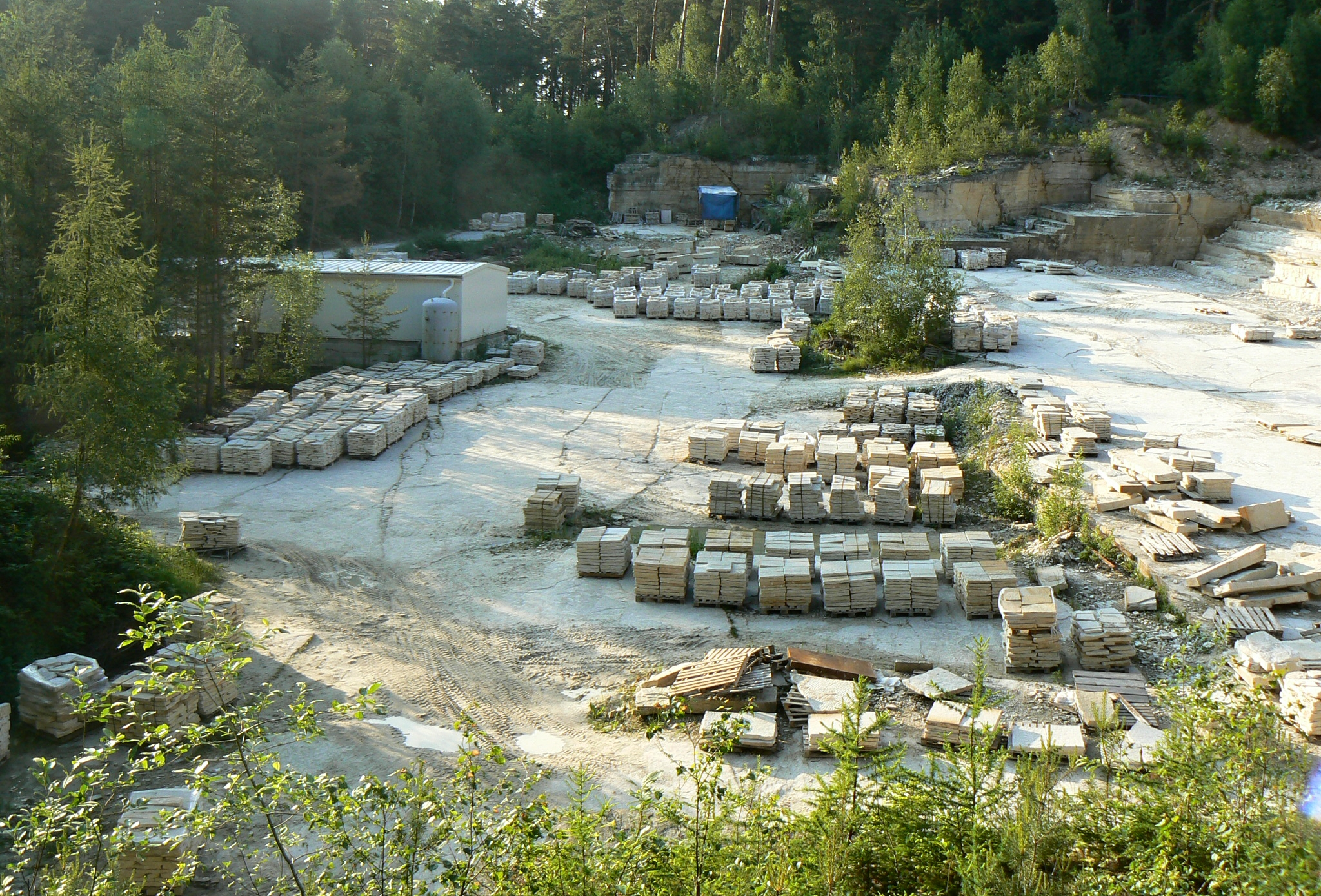
Lom nedaleko Červeného Kostelce

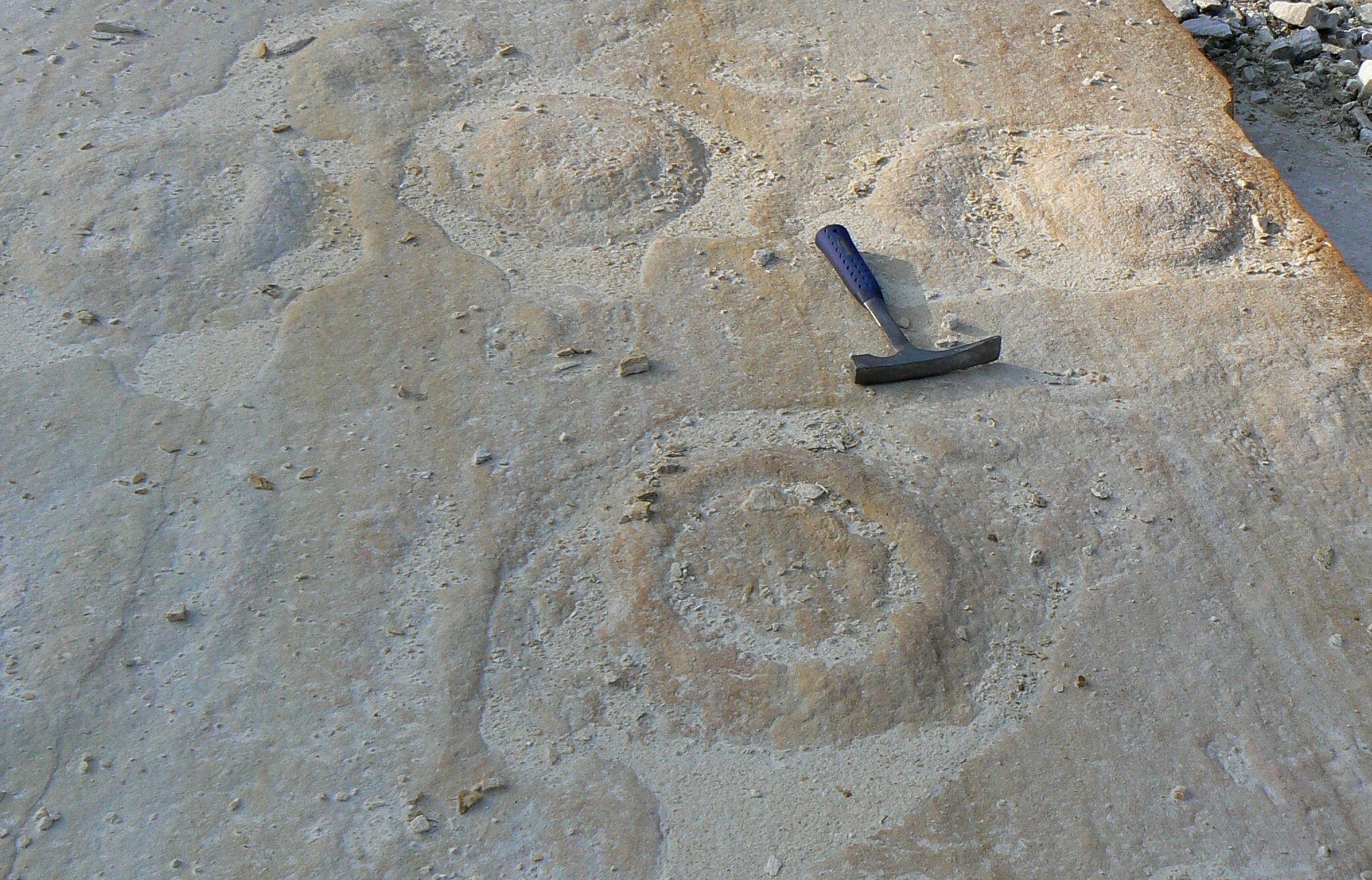
Písečné vulkány

U Devíti Křížů (lidově také „Krákorka“) je název komerčně využívaného pískovcového lomu, nacházejícího se v katastru obce Havlovice v okrese Trutnov, nedaleko města Červený Kostelec (okres Náchod). Lom náleží svými sedimenty do bohdašínského souvrství a stáří místních hornin je pravděpodobně pozdně triasové (asi 220 až 201 milionů let).

## Dinosauří stopy

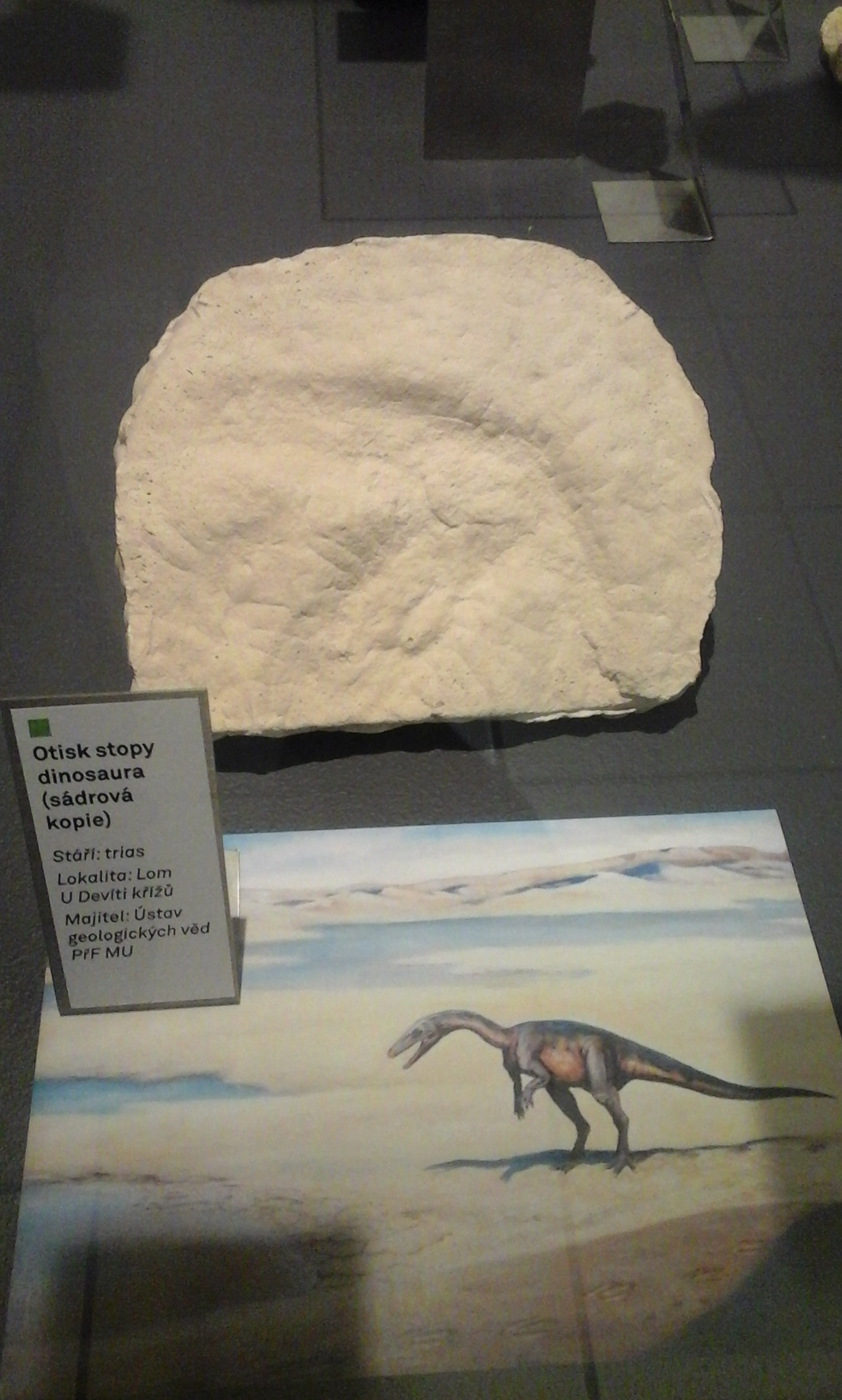
Replika otisku tříprsté stopy českého dinosaura (či dinosauromorfa) od Červeného Kostelce.

Lom je dnes významný zejména tím, že již poskytl nejméně dvě dinosauří stopy, vůbec první nálezy tohoto druhu z českého území. Již v polovině 90. let 20. století zde byl Českou geologickou službou (přivolanou nálezcem z řad dělníků) objeven první fosilní otisk stopy dinosaura na území České republiky. Tříprstá stopa měřila 18 cm na šířku a 14 cm na délku a patřila menšímu dravému dinosaurovi (teropodovi), zřejmě podobnému rodu Coelophysis. Byla vědecky popsána v roce 1998 J. Zajícem. Její původce žil na českém území asi před 210 miliony let, přesné stáří ani systematické zařazení však zatím nelze přesně určit.
31. března 2011 byl oznámen objev další dinosauří stopy na pískovcové desce z tohoto lomu - nachází se v pražské Botanické zahradě a objevil ji geolog Radek Mikuláš. Patřila zřejmě menšímu ptakopánvému dinosaurovi a byla předběžně zařazena pod ichnorod Anomoepus. Podobných stop však bylo na českém území objeveno již více, čekají na budoucí formální popis.

### Související téma
- Nálezy dinosaurů na území Česka